# 格罗姆基农村居民点
格罗姆基农村居民点（俄语：Громковское сельское поселение）是俄罗斯联邦伏尔加格勒州鲁德尼亚区所属的一个农村居民点。其下辖有3个居民点，行政中心为格罗姆基。据2016年统计，该农村居民点的人口为589人。